# Wendilgarda galapagensis
Wendilgarda galapagensis — вид павуків родини Theridiosomatidae.

## Назва
Видова назва galapagensis походить від Галапагоських островів, через неправильно ідентифіковане типове місцезнаходження виду.

## Поширення
Ендемік острова Кокос на сході Тихого океану.

## Опис
Тіло самця завдовжки 2,3 мм.